# Östergötland
Östergötland (significat en català Gotland de l'Est) és un dels tradicionals províncies històriques (landskap en suec) al sud de Suècia. Limita amb Småland, Västergötland, Närke, Södermanland, i el Mar Bàltic. També es pot trobar esmentada amb la versió llatinitzada Ostrogothia. El comtat administratiu corresponent, o sigui el Comtat d'Östergötland, ocupa tota la província i part de les províncies veïnes.